# Закон о золотом стандарте
Закон о золотом стандарте (англ. Gold Standard Act) — закон США, принятый Конгрессом и подписанный президентом Уильямом Мак-Кинли 14 марта 1900 года, который установил золото как единственный стандарт для погашения бумажных денег, прекратив систему биметаллизма, который позволил использовать серебро в обмен на золото.
19 апреля 1933 года Соединённые Штаты внутри страны отказались от золотого стандарта, после чего независимые штаты по-прежнему были уверены в своих запасах в долларах США с помощью подразумеваемой гарантии их конвертируемости по требованию: Бреттон-Вудская система официально оформила это международное соглашение в конце Второй мировой войны, до того, как Никсоновский шок в одностороннем порядке отменил прямую международную конвертируемость доллара США в золото в 1971 году.

## Содержание
Закон о золотом стандарте сделал золотой стандарт де-факто действующим с момента принятия Монетного акта 1873 года, согласно которому держатели долга могли требовать возмещения любым предпочтительным металлом (обычно золотом), де-юре золотым стандартом наряду с другими крупными европейскими державами того времени. Закон зафиксировал стоимость доллара на уровне 25+8⁄10 гран золота с чистотой «девять десятых» (чистота 90%), что эквивалентно 23,22 гран (1,5046 грамма) чистого золота.
Закон о золотом стандарте подтвердил приверженность Соединённых Штатов золотому стандарту, присвоив золоту определённую долларовую стоимость — чуть более 20,67 долларов за тройскую унцию. Это произошло после того, как Мак-Кинли отправил команду в Европу, чтобы попытаться заключить серебряное соглашение с Францией и Великобританией.